# La Chapelle-des-Pots
La Chapelle-des-Pots – miejscowość i gmina we Francji, w regionie Nowa Akwitania, w departamencie Charente-Maritime.
Według danych na rok 1990 gminę zamieszkiwało 890 osób, a gęstość zaludnienia wynosiła 87 osób/km² (wśród 1467 gmin regionu Poitou-Charentes La Chapelle-des-Pots plasuje się na 349. miejscu pod względem liczby ludności, natomiast pod względem powierzchni na miejscu 819.).